# Rabicano

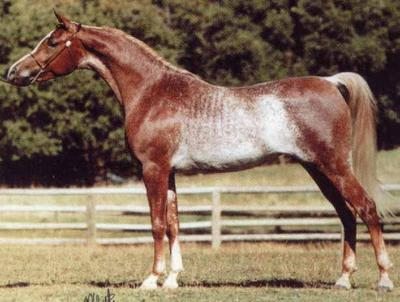
Cavall de pura raça àrab de pelatge alatzà-rabicano. (Imatge per cortesia d' Amentaah Egyptian Arabians).

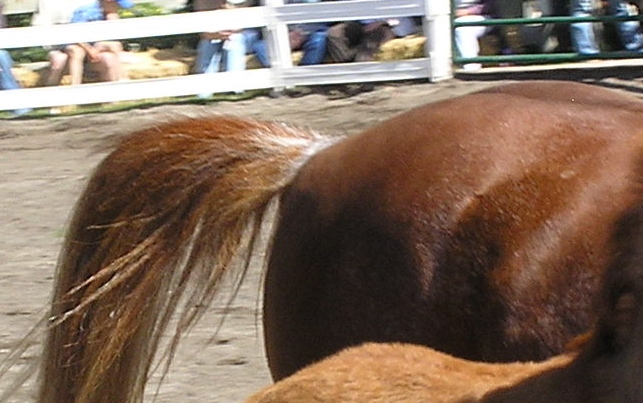
Cua d'un cavall alatzà-rabicano mostrant els pèls blancs ordenats al voltant de la base de la cua (en anglès "coon tail" o "skunk tail")

El rabicano o rubican és aquell pelatge que sobre qualsevol pelatge de base, mostren una certa quantitat de pèls blancs "afegits" i, molt sovint, tenen blanca la base de la cua. En documents antics catalans s'esmenten cavalls amb la "cua cana". Com a nom de cavall, Rabicano apareix en l'obra "Orlando innamorato" l'any 1495. Un cavall "morcillo rabicano" s'esmenta en l"Araucana d'Alonso de Ercilla. Els cavalls rabicano poden presentar-se en diversos graus d'intensitat considerant les quantitat de pèls blancs "afegits" al pelatge de base. En els casos mínims els pèls blancs són escassos i en la base de la cua gairebé no es pot observar gens de blanc. En els pelatges de màxima expressió la quantitat de pèls blancs és considerable i la base blanca de la cua molt destacada.
Els pèls blans són més nombrosos als flancs i a la panxa. També en el cap (a diferència dels pelatges ruans) hi pot haver pèls blancs "afegits". Se suposa que el gen rabicano és un gen dominant.